# Charles de Lorraine-Vaudémont (1561–1587)
Charles de Lorraine-Vaudémont (ur. 20 kwietnia 1561 w Nomeny, zm. 30 października 1587 w Paryżu) – francuski kardynał.

## Życiorys
Urodził się 20 kwietnia 1561 roku w Nomeny, jako syn Nicolasa de Lorraine i Jeanne de Savoie-Nemurs (jego siostrą była Ludwika). Studiował teologię na Université de Pont-à-Mousson. 21 lutego 1578 roku został kreowany kardynałem diakonem i otrzymał diakonię Santa Maria in Domnica. Dwa lata później został administratorem apostolskim Toul. 23 grudnia 1583 roku przyjął święcenia diakonatu, a 25 listopada 1586 – święcenia prezbiteratu i sakrę. Rok przed przyjęciem święceń wyższych, został wybrany biskupem Verdun. Zmarł 30 października 1587 roku w Paryżu.